# 贝尔奈昂蓬蒂约
贝尔奈昂蓬蒂约（法語：Bernay-en-Ponthieu），或意译为蓬蒂约地区贝尔奈，是法国皮卡第大区索姆省的一个市镇，属于阿布维尔区吕县（Rue）。该市镇2009年时的人口为231人。

## 人口
贝尔奈昂蓬蒂约人口变化图示
| 数据来源：INSEE |